# Роґово (гміна Бульково)
Роґово (пол. Rogowo) — село в Польщі, у гміні Бульково Плоцького повіту Мазовецького воєводства.
Населення — 135 осіб (2011).
У 1975-1998 роках село належало до Плоцького воєводства.

## Демографія
Демографічна структура станом на 31 березня 2011 року:
|          | Загалом | Допрацездатний вік | Працездатний вік | Постпрацездатний вік |
| -------- | ------- | ------------------ | ---------------- | -------------------- |
| Чоловіки | 64      | 5                  | 49               | 10                   |
| Жінки    | 71      | 16                 | 37               | 18                   |
| Разом    | 135     | 21                 | 86               | 28                   |